# Lammefjord

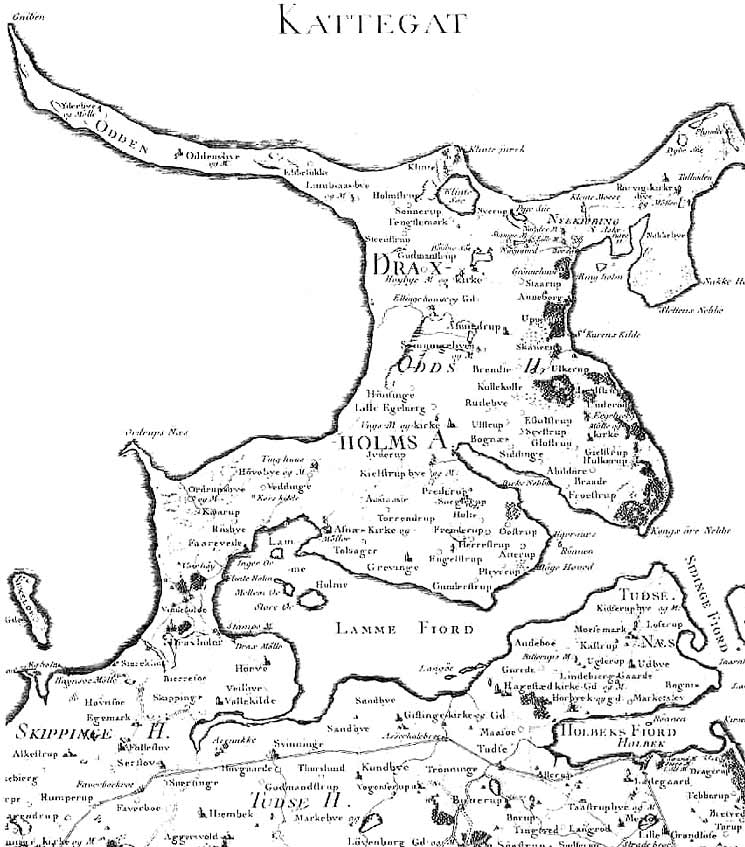
Stara mapa regionu Ods Herred z 1768, z zaznaczonym Lammefjordem, jeszcze akwenem Bałtyku

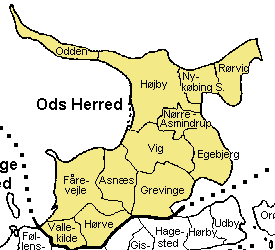
Historyczny podział półwyspu Ods Herred. Jeszcze nieosuszona połać Lammefjordu jest tu białym akwenem morza wcinającym się w ląd, na który naniesiono przerywaną linię granicy tej krainy

Lammefjord – sztucznie osuszony teren (polder), dawny fiord w Danii, na południowo-wschodnim krańcu półwyspu Ods Herred, który z kolei wieńczy środkową część północnej Zelandii.
Jest to najniżej położony punkt kraju (6,7 m p.p.m.).

## Historia
Pierwsze prace osuszające rozpoczęły się w 1841 w związku z powstaniem tamy Lammefjord. Pierwszym polderem w regionie Lammefjord był Sidinge Fjord, osuszony obszar fiordu Isefjord, położony na północ od Lammefjord. 
Następnie powstał polder Svinninge Vejle. Jest to niewielka część największego osuszanego obszaru. Jego odwadnianie rozpoczęto w 1873. Svinninge Vejle jest położone na skrajnym południowo-zachodnim krańcu fiordu. Obszar ten został osuszony w pierwszej kolejności z uwagi na ukształtowanie i niewielką głębokość tej części Lammefjordu.
Ostatnim osuszonym terenem jest Klintsø, obszar najbardziej wysunięty na północ. Pierwotnie był to fiord, lecz ujście zostało w sposób naturalny zamulone. Na obszarze tym zbudowano również kanały odwadniające.
Urządzenia odwadniające napędzane były parą i wiatrem, a od 1920 pracowały już pompy elektryczne.
Poziom wody w trakcie osuszania obniżał się stopniowo. Od stycznia do września 1875 obniżył się o 2,7 m, w 1882 wynosił -3,8 m, w 1906: -4,75 m i od 1943 utrzymuje się na poziomie -7 m.

## Znaczenie rolnicze
Poldery mają dobrą ziemię rolną, ponieważ pierwotne dno fiordu było głównie mułem bogatym w substancje odżywcze, które powstały z obumarłych roślin i zwierząt opadających przez tysiące lat na dno morskie (w niektórych miejscach tworząc osad o głębokości ponad 20 metrów). Duży obszar Lammefjord jest w mniejszym lub większym stopniu wolny od kamieni, a zawartość szczątków muszli małży i ostryg wzbogaca go w wapń. Na urodzajnych glebach Lammefjord szczególnie dobrze uprawia się ziemniaki i marchew, ale także szparagi i tulipany.

### Marchew Lammefjord
Marchew Lammefjord pochodzi z osuszonego obszaru między kanałem Ringkanal i zaporą Audebo. Pierwotne obszary nadbrzeżne mają wyjątkową glebę piaszczystą; ziarenka piasku są wypolerowane, znacznie gładsze niż w klasycznej piaszczystej ziemi, dzięki temu zbierana marchew nie ma rys i pęknięć. Nie ma też matowej szarej barwy, charakterystycznej dla marchwi z typowej piaszczystej gleby.